# Pascal Quignard
Pascal Quignard (ur. 23 kwietnia 1948 w Verneuil-sur-Avre) – francuski pisarz, eseista i tłumacz. Laureat Nagrody Goncourtów z 2002 za książkę Les Ombres Errantes (Błędne cienie).
Pochodzi z rodziny inteligenckiej, jego rodzice byli profesorami filologii klasycznej, ma troje rodzeństwa. Dzieciństwo spędził w Hawrze.
Ukończył filozofię na Uniwersytecie Nanterre. W 1969 rozpoczął pracę jako lektor w wydawnictwie Gallimard, gdzie stopniowo awansował – w 1976 wszedł w skład komitetu wydawniczego, w 1989 został członkiem dyrekcji wydawnictwa, a rok później objął stanowisko sekretarza generalnego. W Gallimardzie przestał pracować w 1994.
Obok pracy w wydawnictwie Quignard wykładał na Uniwersytecie w Vincennes i w École pratique des hautes études, oraz zajmował się tłumaczeniami z greki, łaciny i chińskiego. W latach 1990–1993 był prezesem Concert des Nations. Gra na wiolonczeli, jest jednym z założycieli Festiwalu Oper Barokowych w Wersalu.
Od 1994 poświęcił się wyłącznie pisaniu.

## Twórczość
- L'être du baltutiement, 1969;
- Alexandra de Lycophron, 1971;
- La parole de la Délie, 1974;
- Michel Deguy, 1975;
- Écho, suivi d'Epistolè Alexandroy, 1975;
- Sang, 1976;
- Le lecteur, 1976;
- Hiems, 1977;
- Sarx, 1977;
- Les mots de la terre, de la peur et du sol, 1978;
- Carus, 1979;
- Inter aerias fagos, 1979;
- Sur le défaut de la terre, 1979;
- Le secret du domaine, 1980;
- Les tablettes de buis d'Apronenia Avitia, 1984;
- Le voeu de silence, 1985;
- Une gêne technique à l'égard des fragment, 1986;
- Le salon de Wurtemberg, 1986;
- Ethelrude et Wolframm, 1986;
- La leçon de musique, 1987;
- Les escaliers de Chambord, 1989;
- Petits traités, 1990;
- Albucius, 1990 (wyd. pol. Albucjusz, Czytelnik, 2002, ISBN 83-07-02870-1);
- La raison, 1990;
- Georges de la Tour, 1991;
- Tous les matins du monde, 1991 (wyd. pol. Wszystkie poranki świata, Prószyński i S-ka, 1997);
- La frontière, 1992;
- Le nom sur bout de la langue, (pol. "Słowo na końcu języka") 1993;
- Le sexe et l'Effroi, 1994 (wyd. pol. Seks i trwoga, Czytelnik, 2002, ISBN 83-07-02859-0);
- L'occupation américaine, 1994;
- Les Septante, 1994;
- L’Amour conjugal, 1994;
- Rhétorique spéculative, 1995;
- La Haine de la musique, 1996;
- Vie secrète, 1998 (wyd. pol. Życie sekretne, Vesper, 2006);
- Terrasse à Rome, 2000 (wyd. pol. Taras w Rzymie, 2001, ISBN 83-07-02862-0);
- Tondo, 2002;
- Les ombres errantes (Dernier Royaume, Tome I), 2002, (wyd. pol. Błędne cienie, Czytelnik, 2004, ISBN 83-07-02973-2);
- Sur le jadis (Dernier Royaume, Tome II), 2002;
- Abîmes (Dernier Royaume, Tome III), 2002;
- Les paradisiaques (Dernier Royaume, Tome IV), 2005;
- Sordidissimes (Dernier Royaume, Tome V), 2005;
- Écrits de l'éphémère, 2005;
- Pour trouver les Enfers, 2005;
- Quartier de la Transportation (współautorstwo z Jean-Paul Marcheschi), 2006;
- Villa Amalia, 2006;
- L'Enfant au visage couleur de la mort, 2006;
- Triomphe du temps, 2006;
- Ethelrude et Wolframm, 2006;
- Le Petit Cupidon, 2006;
- Requiem, 2006;
- La Nuit sexuelle, 2007 (wyd. pol. Noc seksualna, Słowo/Obraz/Terytoria, 2008);
- Boutès, 2008;
- La barque silencieuse (Dernier Royaume VI), 2009;
- Lycophron et Zétès, 2010;
- Medea, 2011;
- Les solidarités mystérieuses, Gallimard, 2011;
- Sur le désir de se jeter à l'eau, wspólnie z Irène Fenoglio, Presses Sorbonne Nouvelle, 2011;
- Les désarçonnés (Dernier Royaume VII), Grasset, 2012;
- L'Origine de la danse, Galilée, 2013;
- Leçons de Solfège et de piano, Arléa, 2013;